# وسلین گانف
وسلین گانف (بلغاری: Веселин Ганев؛ زادهٔ ۱۵ سپتامبر ۱۹۸۷) بازیکن فوتبال اهل بلغارستان است.